# Darjeeling (čaj)

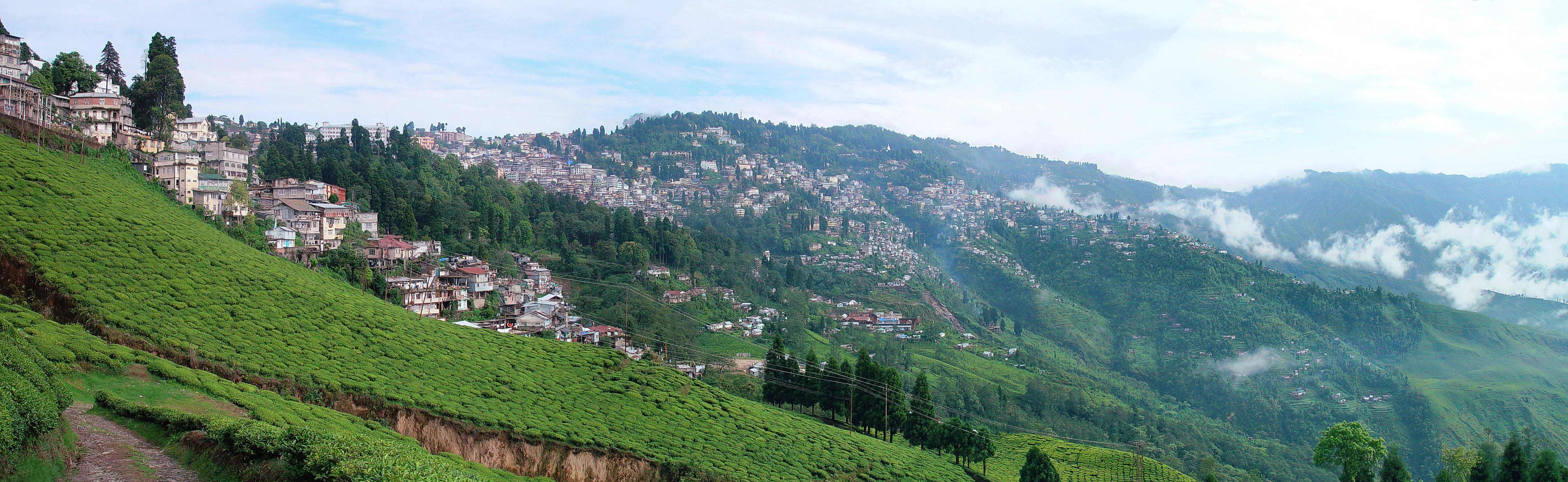
Dárdžiling

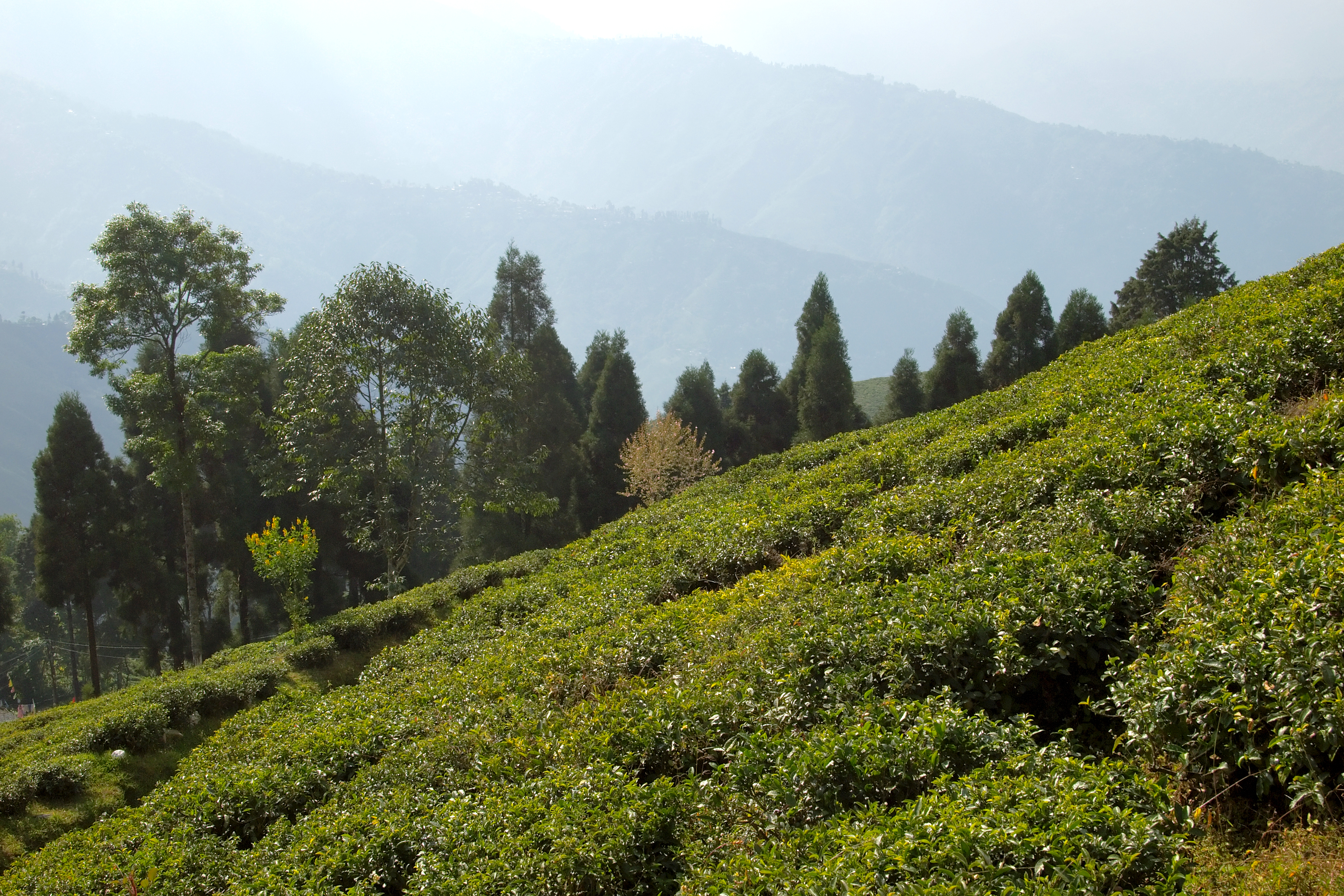
Čajové plantáže v Dardžilingu.

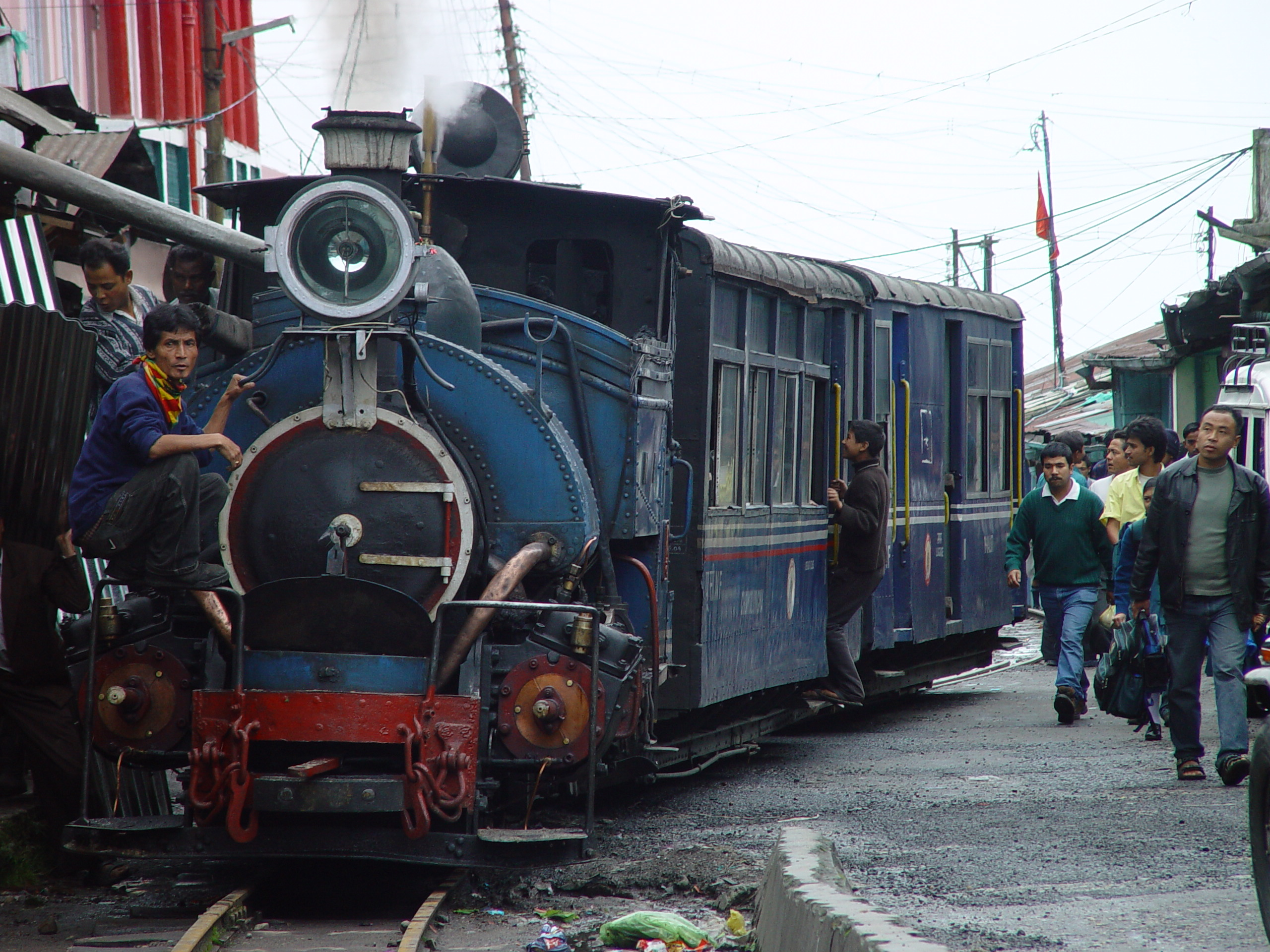
Železnice v Dardžilingu.

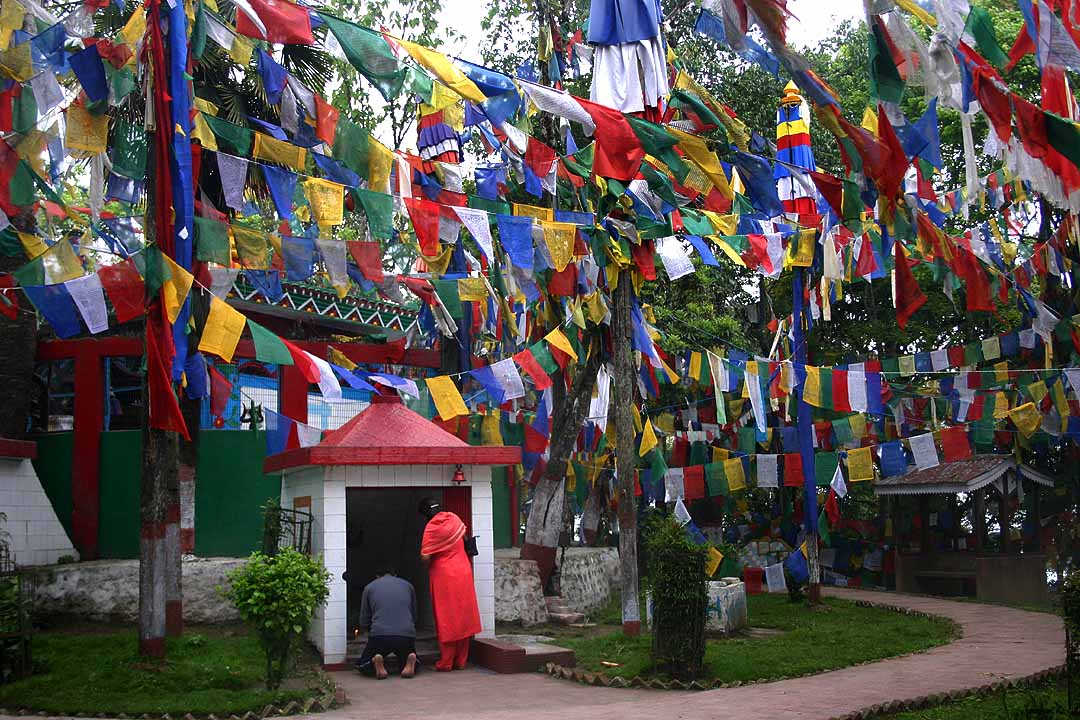
Vlajky v Dárdžilingu.

Darjeeling je v evropských zemích vysoce ceněný černý čaj z oblasti Dárdžiling ze Západního Bengálska ve východní Indii.

## Oblast Dárdžiling
Ukryto v podhůří zasněženého Himálaje na severovýchodě Indie leží horské středisko Dárdžiling. Nachází se ve výšce 1830 m n. m. a honosí se úchvatnou krajinou s více než 49 421 akry porostlými čajovníkem. Je-li jasno, můžete v dálce zahlédnout i Mount Everest.

## Čaje Darjeeling
Vynikající darjeelingy platí za „šampaňské“ mezi čaji. Jejich nevtíravou, muškátovou chuť a nádhernou vůni má na svědomí jedinečná kombinace chladného, mlhavého podnebí, nadmořské výšky, srážek, terénu a kvality půdy a ovzduší.
Většina zdejších čajovníkových keřů se pěstuje z čínských semen, čínských hybridů nebo křížených ásámských keřů. Čínský čajovník je odolnější vůči chladu a roste na výše položených plantážích severní části Dárdžilingu. Některým keřům se daří i na svazích ležících ve výšce nad 1830 m n. m. Množství srážek v nižších polohách na jihu zase vyhovuje čajovníku ásámskému. Sto dvě dárdžilingské zahrady produkují přibližně 16 534 tuny čaje ročně. Sběračky (výhradně ženy) začínají otrhávat lístky brzy ráno a někdy se musí šplhat po terasovitých úbočích stoupajících vzhůru v úhlu 45°.
Vlivem podnebí a vysokých nadmořských výšek keře nerostou po celý rok. Lístky se sbírají od dubna do října, kdy nastává doba vegetačního klidu. Nové letorosty začínají vyrážet opět v březnu po prvních jarních deštích. Druhý sběr probíhá v květnu a červnu. Čaj vyrobený v tomto období obsahuje mnoho vlhkosti. Lístky se zpracovávají ortodoxní technologií, jsou hnědavé až černé, dobře svinuté, se spoustu zlatavého tipsu.

### Darjeeling z první sklizně
První nové letorosty – tzv. fleše – se sklízejí v dubnu. Z nich zhotovené speciální mladé čaje jsou velmi žádané a na světových burzách se prodávají za horentní sumy. Zámožní indičtí nákupčí o ně bojují se zahraničními makléři. Jedny z nejlepších darjeelingů míří do Ruska a Německa, kde si je znalci vysoce cení již od 60. let. Systém jejich uvedení na trh a vývozu se podobá marketingovým tahům výrobců Beaujolais Nouveau. Nová dodávka dychtivě očekávané sklizně se posílá letecky do spotřebitelských států dva až čtyři týdny po zpracování a nabízí na zvláštních degustacích a odpoledních čajových dýcháncích, jež přitahují pozornost široké veřejnosti.

### Darjeelingy z „mezidobí“
Darjeelingy „In-Between“ se sbírají v dubnu a květnu a v jejich chuti se snoubí svěžest a svíravost mladých lístků z první sklizně se zakulacenější vyzrálostí listů z druhé sklizně na počátku léta. Tyto čaje nejsou všude k dostání, ale stojí za to je vyzkoušet. Pijí se bez mléka.

### Darjeeling z druhé sklizně
Druhá sklizeň probíhá v květnu a červnu a poskytuje čaje výborné kvality. Mnozí tvrdí, že jsou lepší než listy z první sklizně a vůbec nejlepší, jež Dárdžiling produkuje. Tyto čaje vynikající zakulacenější, ovocnější, vyzrálejší a méně svíravou chutí než ty z první sklizně. Lístky mají tmavší hnědou barvu a zahrnují mnoho stříbřitého tipsu.

### Darjeeling z podzimní sklizně
Darjeeling „Autumnal“ se sklízí po období dešťů v říjnu a listopadu. Zpracovává se na velmi kvalitní tmavě hnědé lístky. Nálev se vyznačuje měděnou barvou, mnohem tmavší než předchozí typy.

### Darjeeling směs
Míšením listů z různých sklizní a dárdžilingských zahrad vzniká čaj jedinečné chuti, úžasného aroma a vysoké kvality, jejímž se tato oblast proslavila.

### Zelený Darjeeling
Přestože Dárdžiling produkuje hlavně černý čaj, vzhledem ke stoupajícímu zájmu o léčivé účinky zeleného čaje lze předpokládat růst poptávky po kvalitních nefermentovaných čajích. Dárdžiling je dnes už jednou z mnoha indických čajových oblastí, kde se vyrábí zelený čaj.

## Třídy čaje
Třídy se určují podle kvality a velikosti čajových lístků.

Celé velké čajové lístky (Flowery)
- SFTGFOP: Super Fine Tippy Golden Flowery Orange Pekoe - velmi kvalitní, krásně stočené tipsy.
- FTGFOP: Fine Tippy Golden Flowery Orange Pekoe.
- TGFOP: Tippy Golden Flowery Orange Pekoe.

Malé a polámané lístky (Broken)
- FTGBOP: Fine Tippy Golden Broken Orange Pekoe.
- TGBOP: Tippy Golden Broken Orange Pekoe.
- FBOP: Flowery Broken Orange Pekoe.
- BOP: Broken Orange Pekoe.

Polámané a velmi malé lístky (Fannings)
- GFOF: Golden Flowery Orange Fannings.
- GOF: Golden Orange Fannings.

Čajové lístky rozbité na prach.
- D: Dust